# Internetcafé

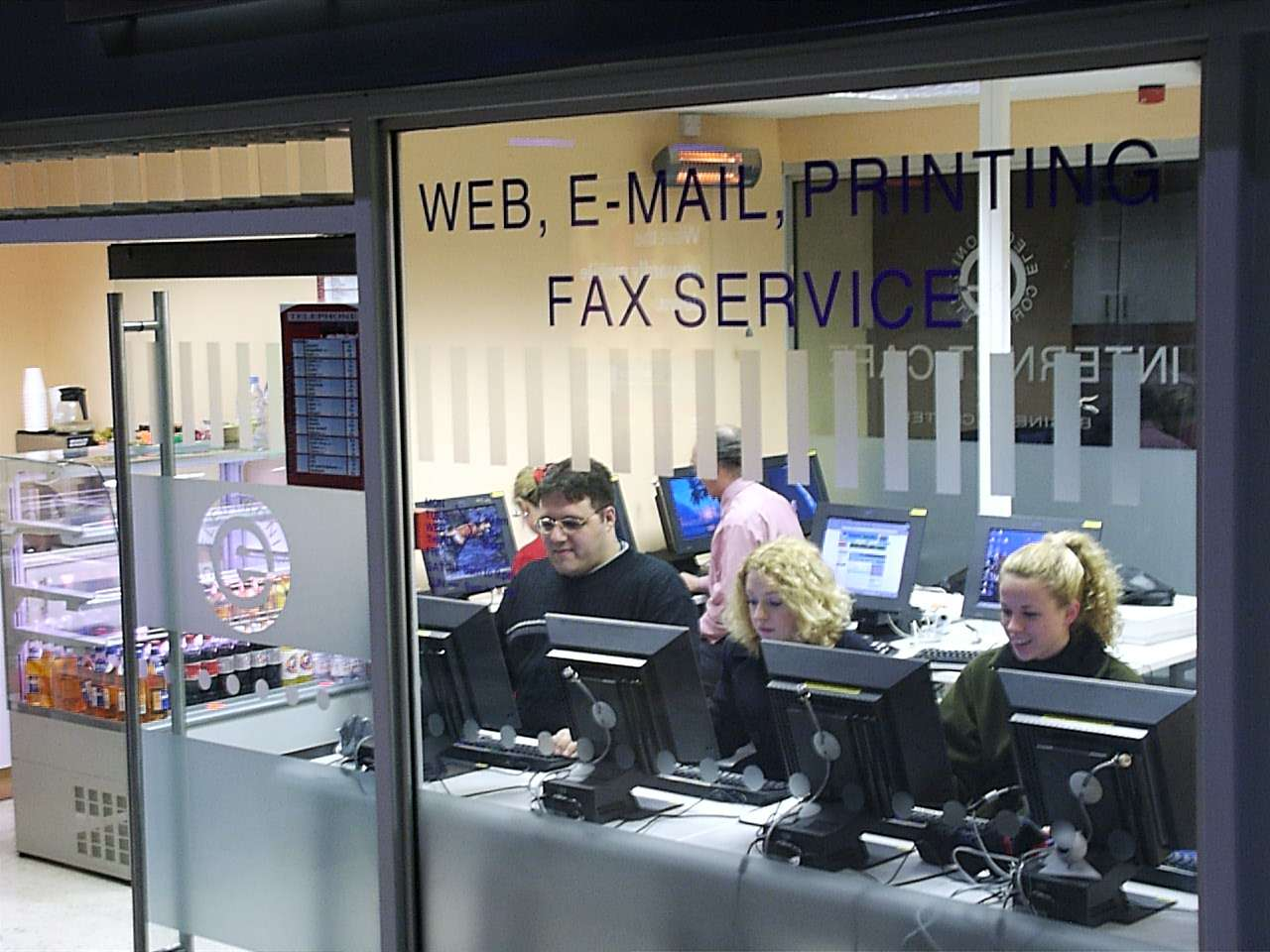
Internetcafé

Een internetcafé is een plaats, waar men op een computer gebruik kan maken van het internet. Er zijn speciale internetcafés, waar alleen computers staan. De apparatuur in deze echte internetcafés is meestal goed. Soms kan men er ook consumpties, zoals in een gewoon café, kopen, maar ook als dat niet zo is spreekt men van een internetcafé. In belwinkels, die vooral bedoeld zijn om te telefoneren, zijn ook vaak computers met internet aanwezig. Voor het gebruik van de computer wordt een vergoeding gevraagd. Ook in veel bibliotheken zijn dergelijke computers aanwezig. Leden van de bibliotheek kunnen er dan gebruik van maken met hun bibliotheekpas, waar dan tegoed op dient te worden gezet bij een betaalautomaat. Niet-leden kunnen bij deze automaat een tegoedbon kopen om van deze computers gebruik te kunnen maken. Hierop staat dan een wachtwoord waarmee zij hierop kunnen inloggen. In Vlaanderen zijn ook heel wat gratis openbare computerruimtes te vinden, waar bezoekers zonder andere verplichtingen gebruik kunnen maken van een digitaal toestel en het internet. Deze worden Digipunten, Webpunten of Surfpunten genoemd.
Soms is het mogelijk de eigen laptop te gebruiken door de netwerkkabel van een cafécomputer in de eigen laptop te steken. Dit wordt echter door veel uitbaters van internetcafés niet op prijs gesteld.
Wanneer iemand geen computer heeft, of geen snelle internetverbinding, kan hij gebruikmaken van een internetcafé. Toeristen maken veel gebruik van internetcafés om hun webmail te controleren.

## Wifi
Een internetcafé met openbare computers komt tegenwoordig niet veel meer voor; in plaats daarvan is er wifi. Daarmee kan men met de eigen laptop, smartphone of tablet een draadloze verbinding maken. Deze faciliteit is ook in veel hotelkamers en in vakantiehuisjes beschikbaar. Voordeel is dat men de eigen vertrouwde computer met de vertrouwde software in de eigen taal kan gebruiken, dat men ingekomen berichten achteraf kan lezen en te versturen berichten vooraf kan schrijven. Om verbinding te krijgen moet er vaak eerst een wachtwoord worden aangevraagd. Dit wachtwoord ontvangt men in hotels of op vakantieparken vaak bij de receptie samen met de sleutel van de hotelkamer of het huisje als men daar aangeeft gebruik te willen maken van de wifi-verbinding. Bij particuliere vakantiehuisjes kan bij de verhuurder toestemming worden gevraagd om het aanwezige Wifi-netwerk te gebruiken en dan kan deze hiervoor het benodigde wachtwoord geven. Ook kan het voorkomen dat het wachtwoord in de meterkast, bij de thermostaat of bij de router is te vinden als de verhuurder het wifi-netwerk vrij beschikbaar heeft gesteld. Ook op stations, vliegvelden en in treinen, trams en metro's is vaak een Wifi-netwerk aanwezig waarop reizigers met hun laptop, smartphone of tablet kunnen inloggen. Dit is ideaal tijdens een lange reis, want op die manier kunnen mensen dan tijdens de reis bijvoorbeeld films kijken, mail lezen of alvast wat werk gaan doen. Ook in cafés treft men vaak een openbaar Wifi-netwerk aan, zodat mensen die voordat ze naar hun werk gaan nog even een kopje koffie willen drinken of iets willen eten met hun laptop, telefoon of tablet kunnen inloggen om alvast wat voorwerk te kunnen doen of hun mails kunnen lezen. Mensen die hiervan gebruik willen maken moeten dit dan aangeven bij de bar en dan ontvangen ze het benodigde wachtwoord van de barman of barvrouw. 